# وزارة المالية والتخطيط الاقتصادي (غانا)
وزارة المالية والتخطيط الاقتصادي هي الوزارة الحكومية المسؤولة عن الصحة الاقتصادية والنقدية في غانا. الوزارة معنية بالتخطيط الاقتصادي، والسياسة المالية، والمحاسبة القومية، والموازنة الوطنية، وخلق بيئة للاستثمار والنمو.
تقع المكاتب الرئيسية للوزارة في العاصمة أكرا. وزير المالية الحالي هو كين أوفوري آتَّا.

## روابط خارجية
- وزارة المالية والتخطيط الاقتصادي
- وزارة المالية والتخطيط الاقتصادي في قسم الوزارات في غانا